# Vaughn Armstrong
Pour les articles homonymes, voir Armstrong.
Vaughn Armstrong, né le 7 juillet 1950 à Sonora, est un acteur américain.

## Biographie
Vaughn Armstrong a combattu pendant la guerre du Viêt Nam. En tant qu'acteur, il a fait des apparitions dans de nombreuses séries télévisées et est surtout connu car il détient le record de l'acteur ayant joué le plus grand nombre de personnages différents dans les séries de l'univers de Star Trek avec 12 personnages interprétés dont le plus connu est celui de l'amiral Maxwell Forrest dans Star Trek: Enterprise.

## Filmographie

### Cinéma
- 1978 : Morts suspectes (Coma) de Michael Crichton : garde de sécurité à l'institut Jefferson
- 1983 : Le Triomphe d'un homme nommé cheval : Capitaine Cummings
- 1984 : Philadelphia Experiment : Cowboy
- 1994 : Danger immédiat : le pilote du Blackhawk
- 1995 : Traque sur Internet : un policier

### Télévision
- 1978 : Wonder Woman (série, saison 2 épisode 14) : Eric
- 1985 : Les Enquêtes de Remington Steele (série, saison 4 épisode 7) : Rob O'Connell
- 1988 : Star Trek : La Nouvelle Génération (série, saison 1 épisode 19) : Capitaine Korris
- 1992 : Seinfeld (série, saison 4 épisodes 1 et 2) : Lieutenant Coleman
- 1992 : Sauvés par le gong (série, saison 4 épisodes 1 et 4) : M. Breskin
- 1993-1999 : Star Trek: Deep Space Nine (série, 3 épisodes) : Gul Danar / Seskal
- 1995-2001 : Star Trek: Voyager (série, 5 épisodes) : Telek R'Mor / Lansor / Capitaine Vidiien / Alpha-Hirogen / Korath
- 1996 : Frasier (série, saison 3 épisode 10) : Tony
- 1996 : Papa bricole (série, saison 5 épisode 15) : Lieutenant-colonel Hall
- 1997 : Dark Skies : L'Impossible Vérité (série, saison 1 épisode 15) : Lee Minikus
- 1998 : New York Police Blues (série, saison 5 épisode 17) : Roland Dixon
- 1998 : Profiler (série, saison 2 épisode 17) : Marty Hemmet
- 1999 : Urgences (série, saison 5 épisode 21) : Greg Mitchell
- 2000 : À la Maison-Blanche (série, saison 1 épisode 15) : sergent McNamara
- 2001-2005 : Star Trek: Enterprise (série, 18 épisodes) : Amiral Maxwell Forrest / Klaax / capitaine Klingon / capitaine Kreetassien / Amiral Valore
- 2008 : Mad Men (série, saison 2 épisode 2) : Shel Keneally
- 2008 : Esprits criminels (série, saison 4 épisode 7) : Vernon Duncanson
- 2012 : Les Experts (série, saison 12 épisode 19) : Dr Dennis Keil